# 1월 20일
1월 20일은 그레고리력으로 20번째(윤년일 경우도 20번째) 날에 해당한다.

## 사건
- 1953년 - 드와이트 아이젠하워가 미국의 제34대 대통령으로 취임하다.
- 1961년 - 존 F. 케네디가 미국의 제35대 대통령으로 취임하다.
- 1969년 - 리처드 닉슨이 미국의 제37대 대통령으로 취임하다.
- 1974년 - F-16 파이팅 팰컨이 첫 비행(비공식)에 성공하다.
- 1977년 - 지미 카터가 미국의 제39대 대통령으로 취임하다.
- 1981년 - 로널드 레이건이 미국의 제40대 대통령으로 취임하다.
- 1989년 - 조지 H. W. 부시가 미국의 제41대 대통령으로 취임하다.
- 1993년 - 빌 클린턴이 미국의 제42대 대통령으로 취임하다.
- 1997년 - 신창원이 부산교도소를 탈옥, 도주했다.
- 2000년 - 새정치국민회의가 새천년민주당으로 이름을 변경하다.
- 2001년 - 조지 W. 부시가 미국의 제43대 대통령으로 취임하다.
- 2009년
  - 버락 오바마가 미국의 제44대 대통령으로 취임하다.
  - 용산4구역 남일당 화재 사건이 일어나다.
- 2011년 - 대한민국 대법원이 조봉암 간첩 혐의 재심에서 무죄를 선고했다.
- 2017년 - 도널드 트럼프가 미국의 제45대 대통령으로 취임하다.
- 2018년 - 종로 여관 방화 사건이 발생했다.
- 2020년 - 국내 첫 코로나19 확진자가 나왔다. 중국 우한에 다녀온 여성이 첫 국내 확진.
- 2021년 - 조 바이든이 미국의 제46대 대통령으로 취임하다.
- 2025년 - 도널드 트럼프가 미국의 제47대 대통령으로 취임하다.

## 문화
- 1939년 - 낙랑 고분이 발견됨.
- 1981년 - 한국방송광고공사에 설립되었다.
- 1985년 - 상파울루 구아룰류스 국제공항 개항.
- 2005년 - 수도권 전철 1호선이 천안역까지 연장 개통되다.
- 2016년 - 호남고속도로 북광산 나들목 구간이 개통되었다.
- 2021년 - 수도권 전철 4호선 신길온천역이 능길역으로 역 이름을 변경하였고 집행 정지 신청이 제기되어 보류되었다.
- 2022년 - 이베이코리아가 사명을 "지마켓글로벌"로 변경하였다.

## 탄생
- 1029년 - 셀주크 제국의 제2대 술탄 알프 아르슬란. (~1072년)
- 1554년 - 포르투갈 왕국의 왕 세바스티앙 1세. (~1578년)
- 1669년 - 감리교의 어머니로 알려진 수잔나 웨슬리 (존 웨슬리의 어머니). (~?)
- 1716년 - 스페인의 왕 카를로스 3세. (~1788년)
- 1775년 - 프랑스의 물리학자 앙드레마리 앙페르. (~1836년)
- 1824년 - 미국의 군인 스톤월 잭슨. (~1863년)
- 1855년 - 프랑스의 작곡가 에르네스트 쇼송. (~1899년)
- 1860년 - 구한말의 의병장 김복한. (~1924년)
- 1879년 - 미국의 무용가 루스 세인트데니스. (~1968년)
- 1882년 - 시카고의 갱스터 조니 토리오. (~1957년)
- 1896년 - 일제 강점기의 페미니스트 작가, 언론인 김명순. (~1951년)
- 1920년
  - 대한민국의 노동계파 독립운동가 김두만. (~1984년)
  - 이탈리아의 영화감독 페데리코 펠리니. (~1993년)
- 1921년 - 일본의 작곡가 요시다 다다시. (~1998년)
- 1922년 - 미국의 밴드리더, 트럼펫 연주자, 송라이터, 배우 레이 앤서니.
- 1924년 - 대한민국의 법조인 이선중. (~2020년)
- 1925년 - 타이완의 하카 저자 중자오정. (~2020년)
- 1926년 - 미국의 배우 퍼트리샤 닐. (~2010년)
- 1930년
  - 미국의 우주비행사 버즈 올드린.
  - 체코의 소설가 에곤 본디. (~2007년)
- 1932년 - 대한민국의 정치인 금진호. (~2024년)
- 1938년 - 대한민국의 정치인 강우혁.
- 1946년
  - 일본의 정치인 미조구치 젠비. (~2024년)
  - 미국의 영화감독 데이비드 린치. (~2025년)
- 1949년 - 대한민국의 정치인 송병대.
- 1952년 - 대한민국의 기업인, 정치인 진대제.
- 1955년
  - 대한민국의 성우 성병숙.
  - 대한민국의 배우 성인자.
- 1956년 - 대한민국의 정치인 박경철.
- 1957년 - 체첸 공화국의 대통령, 정치인 알루 알하노프.
- 1958년
  - 대한민국의 가수 이승현.
  - 일본의 정치인 신도 요시타카.
- 1959년 - 대한민국의 산악인 지현옥. (~1999년)
- 1960년 - 대한민국의 공무원 정황근.
- 1962년 - 일본의 성우 타마가와 사키코.
- 1964년
  - 미국의 언론인 파리드 자카리아.
  - 대한민국의 전 축구 선수, 축구 감독 김준현.
- 1965년
  - 대한민국의 정치인 남경필.
  - 미국의 컨트리 음악가 가스 브룩스.
  - 미국의 가수 존 마이클 몽고메리.
  - 엘리자베스 2세 여왕과 배우자 필립 공의 막내 아들 에드워드 왕자의 부인 에든버러 백작부인 소피.
- 1966년
  - 미국의 배우 레인 윌슨.
  - 미국의 음악가 트레이시 건즈.
- 1967년
  - 대한민국의 희극인 김철민. (~2021년)
  - 대한민국의 기자, 정치인 김영우.
  - 일본의 디자이너 요시오카 도쿠진.
- 1968년 - 대한민국의 정치인 위성곤.
- 1970년 - 대한민국의 배우 박원상.
- 1971년 - 대한민국의 배우 정웅인.
- 1972년
  - 대한민국의 가수 소찬휘.
  - 미국의 정치가 니키 헤일리.
- 1974년
  - 대한민국의 기업인,정치인 이경희.
  - 대한민국의 기업인 한성호.
- 1975년 - 대한민국의 배우 하동준.
- 1976년 - 일본의 성우 리키마루 노리코.
- 1977년
  - 대한민국의 현 야구 코치, 전 야구 선수 정수근.
  - 대한민국의 작가 김유리.
- 1978년
  - 대한민국의 배우 김인권.
  - 프랑스의 배우 오마르 시.
- 1979년
  - 대한민국의 배우 추자현.
  - 프랑스의 권투 선수 제롬 토마.
- 1980년
  - 대한민국의 바둑 기사 목진석.
  - 대한민국의 탁구 선수 주세혁.
  - 대한민국의 가수, 배우 김정훈 (UN).
  - 대한민국의 배우 정흥석.
- 1981년
  - 영국의 축구 선수 오언 하그리브스.
  - 캐나다의 배우 대니얼 커드모어.
- 1983년
  - 대한민국의 트로트가수 선경.
  - 대한민국의 배우 강예빈.
  - 일본의 가수, 배우 야구치 마리.
- 1984년
  - 대한민국의 야구 선수 양승학.
  - 대한민국의 배우 문선용.
- 1985년
  - 일본의 성우 이노우에 마리나.
  - 대한민국의 아나운서 장선영.
- 1986년 - 대한민국의 축구 선수 강승조.
- 1987년
  - 대한민국의 배우 이나리.
  - 미국의 배우 에번 피터스.
- 1988년 - 대한민국의 자전거 경주 선수 황인혁.
- 1990년
  - 대한민국의 가수 악동광행 (남녀공학).
  - 대한민국의 레이싱 모델 오아희.
- 1991년 - 대한민국의 가수 글로우션.
- 1992년
  - 대한민국의 탁구 선수 정영식.
  - 튀르키예의 축구 선수 괴크한 퇴레.
- 1993년
  - 홍콩의 펜싱 선수 처이호인.
  - 대한민국의 가수 키미.
- 1994년
  - 대한민국의 래퍼 키썸.
  - 대한민국의 배우 정수환.
  - 브라질의 축구 선수 루카스 피아종.
  - 대한민국의 축구 선수 이창민.
- 1995년
  - 대한민국의 가수 김소희 (네이처).
  - 우루콰이의 축구 선수 호세 마리아 히메네스.
  - 잉글랜드의 축구 선수 캘럼 체임버스.
  - 미국의 힙합 가수 조이 배드애스.
  - 대한민국의 가수 겸 배우 이수웅.
- 1996년 - 대한민국의 배우 양혜지.
- 1997년 - 대한민국의 모델, 배우 이호정.
- 1998년 - 대한민국의 가수 진희.
- 1999년 - 대한민국의 유튜버 뽀구미.
- 2000년 - 에티오피아의 육상 선수 셀레몬 바레가.
- 2003년 - 대한민국의 가수 제로.
- 2004년
  - 대한민국의 축구 선수 김세훈.
  - 대한민국의 축구 선수 전유경.
  - 일본의 가수 야마구치 키라.
- 2005년 - 대한민국의 래퍼 조우찬.
- 2006년 - 대한민국의 가수 다운. (파스텔걸스)

### 미상
- 대한민국의 성우 황윤걸.
- 대한민국의 가수 미래.

## 사망
- 1495년 - 조선의 제9대 국왕 성종. (1457년~)
- 1612년 - 신성로마제국의 황제 루돌프 2세. (1552년~)
- 1666년 - 프랑스 루이 13세의 왕비, 루이 14세의 모후 스페인의 아나. (1601년~)
- 1819년 - 부르봉 왕가의 스페인 왕 카를로스 4세. (1748년~)
- 1907년 - 러시아의 화학자 드미트리 멘델레예프. (1834년~)
- 1936년 - 영국의 국왕 조지 5세. (1865년~)
- 1938년 - 대한민국의 독립운동가 신언준. (1904년~)
- 1957년 - 미국의 육상 선수 겸 작가 제임스 브렌던 코널리. (1868년~)
- 1990년 - 미국의 배우 바버라 스탠윅. (1907년~)
- 1993년
  - 영국의 영화 배우, 자선가 오드리 헵번. (1929년~)
  - 대한민국의 변호사 황인철. (1940년~)
- 2014년 - 이탈리아의 지휘자 클라우디오 아바도. (1933년~)
- 2021년
  - 대한민국의 기업인 김상하. (1926년~)
  - 크로아티아의 영화배우, 가수 미라 푸를란. (1955년~)
- 2022년 - 미국의 가수 미트 로프. (1947년~)
- 2024년
  - 캐나다의 영화감독 노먼 주이슨. (1926년~)
  - 조선민주주의인민공화국의 정치인 최태복. (1930년~)
- 2025년
  - 프랑스의 영화감독 베르트랑 블리에. (1939년~)
  - 잉글랜드의 록 가수 존 사이크스. (1959년~)
  - 미국의 단거리선수 프레드 뉴하우스. (1948년~)

## 기념일
- 1933년 미국 헌법의 개정 이후 1월 20일이 새 미국 대통령이 취임하는 날이자 기존 미국 대통령이 퇴임하는 날로 고정되어 있다.
- 동아시아권의 국가에서는 설날(음력 1월 1일)에 많이 일치하는 날이기도 하다.
- 국군의 날: 말리
- 육군의 날: 라오스
- 영웅의 날: 케이프 베르데
- 순교자의 날 아제르바이잔

## 같이 보기
- 전날: 1월 19일 다음날: 1월 21일 - 전달: 12월 20일 다음달: 2월 20일
- 음력: 1월 20일
- 모두 보기